# Óscar Muñoz Oviedo
Óscar Muñoz Oviedo   (Valledupar, 9 de maig de 1992) és un taekwondista colombià, ja retirat, guanyador d'una medalla olímpica.
El 2012 va prendre part en els Jocs Olímpics d'Estiu de Londres, on guanyà la medalla de bronze en la prova del pes mosca del programa de taekwondo. Quatre anys més tard, als Jocs de Rio de Janeiro, quedà eliminat en sèries en la mateixa prova.
En el seu palmarès també destaquen tres medalles en els Campionats Panamericans de taekwondo, una de plata i dues de bronze, entre el 2010 i el 2016, així com una medalla de bronze en els Jocs Centreamericans i del Carib de 2014 i una d'or en els Jocs Bolivarians del 2013.
Des del 2016 exerceix d'entrenador.